# Ocellularia neocavata
Ocellularia neocavata är en lavart som beskrevs av Mason Ellsworth Hale 1981. 
Ocellularia neocavata ingår i släktet Ocellularia och familjen Thelotremataceae. Inga underarter finns listade i Catalogue of Life.